# Petr Spanilý
Petr Spanilý (Teplice-Trnovany, 20 augustus 1941 - 22 oktober 2021) was een Tsjechisch componist.

## Leven
Spanilý studeerde aan het Praags Conservatorium en zijn hoofdvak was piano. Tegenwoordig is hij professor voor piano aan het Conservatorium voor militaire muziek in Roudnice nad Labem. Naast zijn composities voor harmonieorkesten schreef hij ook werken voor orkest en Jazzmuziek. 

## Composities

### Werken voor orkest
- 1981 Kolonáda

### Werken voor harmonieorkest
- 2003 Amoretta
- Claudia  ballade
- Den plný štěstí (Dag vol geluk)
- Děvče z Moravy, voor solozang en harmonieorkest
- Karneval loutek
- Rozmarná dívčina
- Obrázek z Paříže (Schilderij uit Parijs)
- Vyznání domovu (Hulde aan het vaderland), voor trompet solo en harmonieorkest
- Vzpomínka

- Nationale Bibliotheek van Tsjechië: ola2002158815
- Virtual International Authority File: 84972129